# Minnesota
Minnesota (anglická výslovnost  [ˌmɪnᵻˈsoʊtə]IPA, oficiálně State of Minnesota) je stát nacházející se na severu Spojených států amerických, v oblasti západních severních států ve středozápadním regionu USA. Minnesota, nejsevernější stát kontinentálních USA, hraničí na východě s Wisconsinem, na jihu s Iowou, na západě s Jižní Dakotou a Severní Dakotou a na severu s kanadskými provinciemi Manitoba a Ontario. Severovýchodní ohraničení tvoří Hořejší jezero.
Se svou rozlohou 225 181 km² je Minnesota dvanáctým největším státem USA, v počtu obyvatel (5,5 milionů) je 22. nejlidnatějším státem a s hodnotou hustoty zalidnění 27 obyvatel na km² je na 31. místě. Hlavním městem je Saint Paul s 300 tisíci obyvateli. Největšími městy jsou Minneapolis s 410 tisíci obyvatel, dále Rochester (110 tisíc obyv.), Bloomington (90 tisíc obyv.), Duluth (90 tisíc obyv.), Brooklyn Park (80 tisíc obyv.) a Plymouth (80 tisíc obyv.). Minnesotě patří 304 km pobřeží Hořejšího jezera. Nejvyšším bodem státu je vrchol Eagle Mountain s nadmořskou výškou 701 m na severovýchodě státu. Největšími toky jsou řeky Mississippi, která tvoří část hranice s Wisconsinem, Red, vytvářející hranici se Severní Dakotou, a Minnesota.

## Historie
Do oblasti dnešní Minnesoty se první evropští průzkumníci dostali v 60. a 70. letech 17. století, avšak celé území bylo prozkoumáváno ještě několik dalších desetiletí. Oblast získala své jméno z dakotského názvu pro řeku Mississippi, které bylo buď „Mnisota“ (tj. čistá modrá voda) nebo „Mnißota“ (tj. „zakalená voda“). Region se nicméně stal součástí Louisiany v rámci Nové Francie a roku 1762 ho na základě výsledku sedmileté války získali Španělé, kteří jej začlenili do místokrálovství Nové Španělsko. Do francouzského držení se vrátil roku 1800. Území dnešní Minnesoty východně od Mississippi bylo od roku 1787 součástí Severozápadního teritoria v rámci nově vzniklých Spojených států. Od roku 1800 bylo součástí indiánského teritoria, od roku 1809 illinoiského teritoria a od roku 1818 michiganského teritoria. Spojené státy také v roce 1803 odkoupily Louisianu a oblast Minnesoty západně od Mississippi byla od roku 1805 součástí louisianského teritoria a v letech 1812–1821 missourského teritoria. K michiganskému teritoriu byla přičleněna roku 1834. Od roku 1836 byla na dva roky celá Minnesota částí wisconsinského teritoria, jehož západní část byla roku 1838 vyčleněna jako iowské teritorium. Obě části Minnesoty byly spojeny roku 1849 vznikem vlastního minnesotského teritoria. Jeho východní část se 11. května 1858 jako Minnesota stala 32. státem USA.

## Symboly

### Vlajka
Minnesotská vlajka je tvořena listem o poměru stran 3:5. Žerďovou část tvoří tmavě modrý nekonvexní pětiúhelník (ve tvaru vlaštovčího ocasu) s bílou osmicípou hvězdou (jeden z cípů směřuje k hornímu okraji). Pole ve vlající části je světle modré barvy.

### Hymna
Minnesotská hymna je píseň Hail! Minnesota (česky Ať žije! Minnesota), která byla přijata v roce 1945. Hudbu složil v roce 1904 Truman Rickard a text napsal v témže roce Cyrus Northrop.

### Další symboly
- Pták: potápka severní
- Motýl: monarcha stěhovavý
- Motto: L’Étoile du Nord (překlad z francouzštiny: Hvězda severu)
- Nápoj: mléko
- Ryba: candát
- Ovoce: jablka Honeycrisp
- Drahý kámen: achát, který se těží u Hořejšího jezera
- Strom: borovice smolná (Pinus resionsa, syn. Pinus rubra) známá jako norská borovice

## Geografie
Minnesota je nejsevernějším státem USA, pokud nepočítáme Aljašku. Severovýchodní hranice státu s Michiganem a Wisconsinem prochází Hořejším jezerem, zbytek východních hranic je s Wisconsinem. Dále hraničí s Iowou na jihu, Severní a Jižní Dakotou na západě a na severu s kanadskými provinciemi Ontario a Manitoba.
Rozloha státu je asi 225 tisíc čtverečních kilometrů, takže zabírá 2,25 % rozlohy Spojených států, což staví Minnesotu na dvanácté místo v tabulce největších států USA.
Nejvyšším místem státu je Eagle Mountain vysoká 701 m a nejnižší je pobřeží Hořejšího jezera v nadmořské výšce 183 m.
Minnesota je známa jako země tisíce jezer, která spolu s mnohými parky a lesy nabízejí obyvatelům a turistům prostor k rekreaci. Skoro 60 % obyvatel žije v oblasti aglomerace Minneapolis-Saint Paul. Tato dvě města jsou centrem obchodu, dopravy i průmyslu ve státě. Západ státu tvoří prérie, které jsou nyní intenzivně zemědělsky využívány, na východě se vyskytují listnaté lesy a na severu méně obydlené oblasti tajgy. 
Přezdívka státu „země tisíce jezer“ není nijak nadsazená. V Minnesotě je skutečně 11 842 jezer s rozlohou alespoň 0,04 km². Minnesotská část Hořejšího jezera má rozlohu téměř 3896 km².

### Flóra a fauna

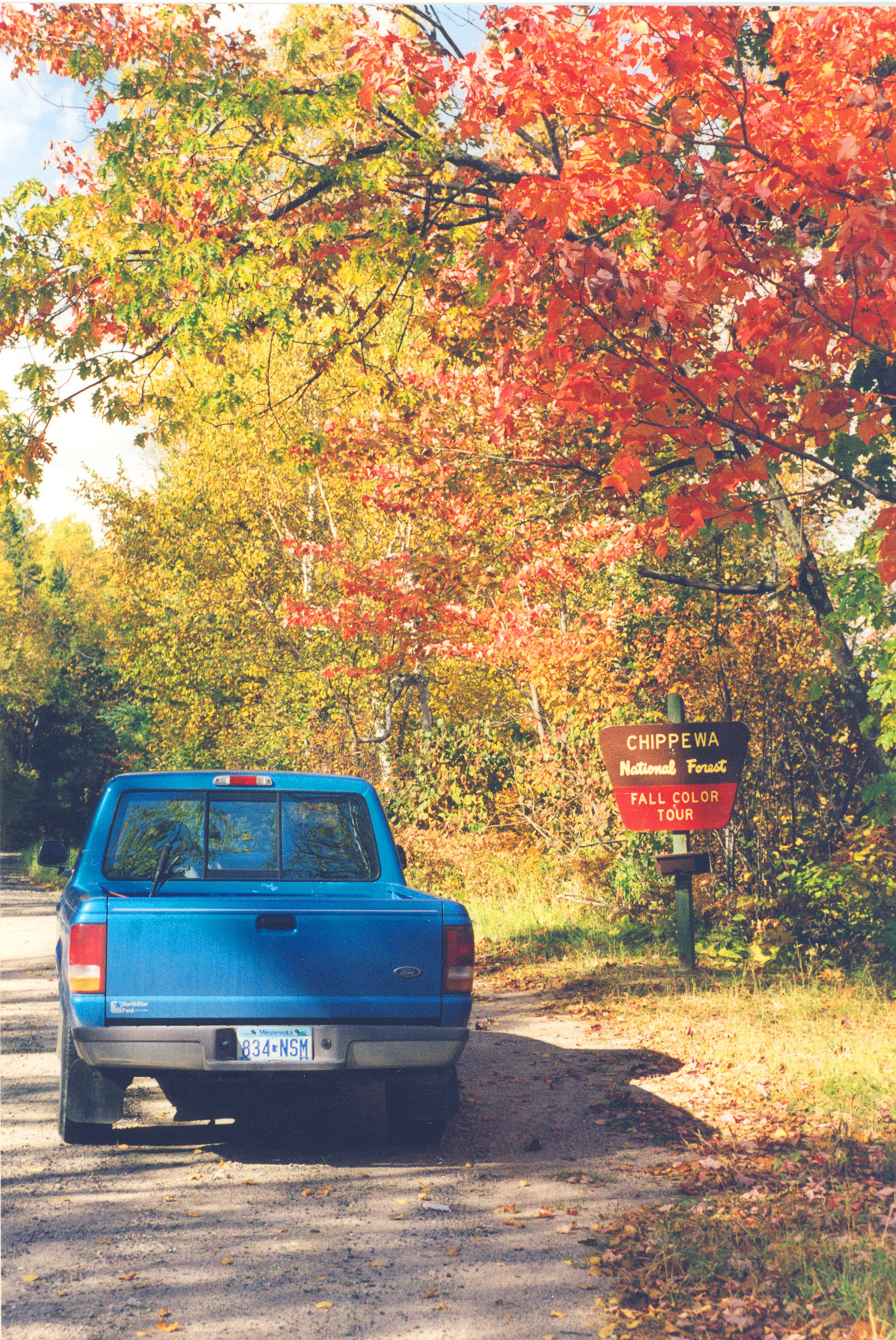
Podzim v Minnesotě

V severní části státu jsou především divoce rostoucí borovice a jedle smíchané s vysazenými břízami a topoly. Velká část lesů byla již vykácena, ale stále se zde nachází kolem 1600 km² zalesněné půdy. Ačkoli těžba dřeva pokračuje stále, je zachovávána třetinová zalesněnost státu.[zdroj?]
Mnoho dříve volně žijících zvířat ztratilo své přirozené prostředí, například kuna, los, jelen a rys červený. Stát má nejvíce volně žijících vlků kromě Aljašky a podílí se na ochraně medvěda baribala a losa amerického. V Minnesotě žije také mnoho dravců a vodních ptáků, kterým poskytují útočiště mnohá jezera. V čistých vodních tocích se líbí mnohým sportovním rybám jako je candát, okoun, štika nebo pstruh.

### Klima
V Minnesotě jsou běžné velké teplotní rozdíly charakteristické pro kontinentální klima, s chladnými zimami a horkými léty. Rozdíl mezi nejnižší a nejvyšší naměřenou teplotou činí 96 °C. V Minnesotě nejsou neobvyklé silné srážky, vánice, tornáda, bouře a vichřice, které způsobují lesní polomy.

### Města
Saint Paul se nachází na břehu řeky Mississippi a je hlavním městem státu od roku 1849. Sousedí s minnesotským nejlidnatějším městem Minneapolis. Tato dvě města spolu tvoří 16. největší aglomeraci na území Spojených států, ve které žije 60 % obyvatel státu.

## Demografie
Podle sčítání lidu z roku 2010 zde žilo 5 303 925 obyvatel.

### Rasové složení
- 85,3 % Bílí Američané (nehispánští běloši 83,1 % + běloši hispánského původu 2,2 %)
- 5,2 % Afroameričané
- 1,1 % Američtí indiáni
- 4,0 % Asijští Američané
- 0,0 % Pacifičtí ostrované
- 1,9 % Jiná rasa
- 2,4 % Dvě nebo více ras

Obyvatelé hispánského nebo latinskoamerického původu, bez ohledu na rasu, tvořili 4,7 % populace.
Tři čtvrtiny obyvatel Minnesoty jsou západoevropského a skandinávského původu. Většina (37,9 %) německého, 32,1 % skandinávského (16,8 % Norové, 9,5 % Švédové, Finové, Dánové, Faeřané, Karelové a Islanďané), 11,7 % irského, 6,3 % anglické, 5,1 % polské, 4,2 % francouzské a 3,7 % české.
Podíl nebílého obyvatelstva rychle roste, a to hlavně v oblasti Twin Cities (Minneapolis–Saint Paul). Zčásti je důvodem to, že vláda USA se sem rozhodla umístit žadatele o azyl, např. Somálce, protože se domnívala, že místní bílá liberální populace je bude schopna snadněji absorbovat. Důsledkem ale byl pouze vznik somálských gangů a zvýšená míra kriminality.

### Náboženství
Průzkum v roce 2001 prokázal, že 25 % obyvatel jsou katolíci, 24 % luteráni a 5 % baptisté. 14 % obyvatel je bez vyznání a „nekřesťanská“ náboženství jako je judaismus, islám, buddhismus, hinduismus a sikhismus vyznávají 3 % obyvatel.

## Kultura

### Politika

Walter Mondale, viceprezident Carterovy administrativy a v letech 1964–1976 senátor

Obyvatelstvo Minnesoty je vzhledem k vysokému podílu obyvatel skandinávského původu velmi liberální a volí výlučně Demokratickou stranu. Dokladem toho je mimo jiné fakt, že Minnesota byla spolu s Washingtonem, D.C. jediným americkým státem, kde při prezidentských volbách v roce 1984 tehdy úřadující prezident Ronald Reagan nezvítězil (jeho demokratickým protivníkem byl tehdejší senátor za Minnesotu Walter Mondale). Jednalo se o nejdrtivější prezidentské vítězství v historii USA.
Od roku 1999 do roku 2003 byl guvernérem herec a bývalý voják jednotek SEAL Jesse Ventura.
Současný demokratický guvernér Mark Dayton se nedokázal dohodnout s republikánským zastoupením na rozpočtu, a tak tento stát od 1. července 2011 vyhlásil státní bankrot.

### Osobnosti

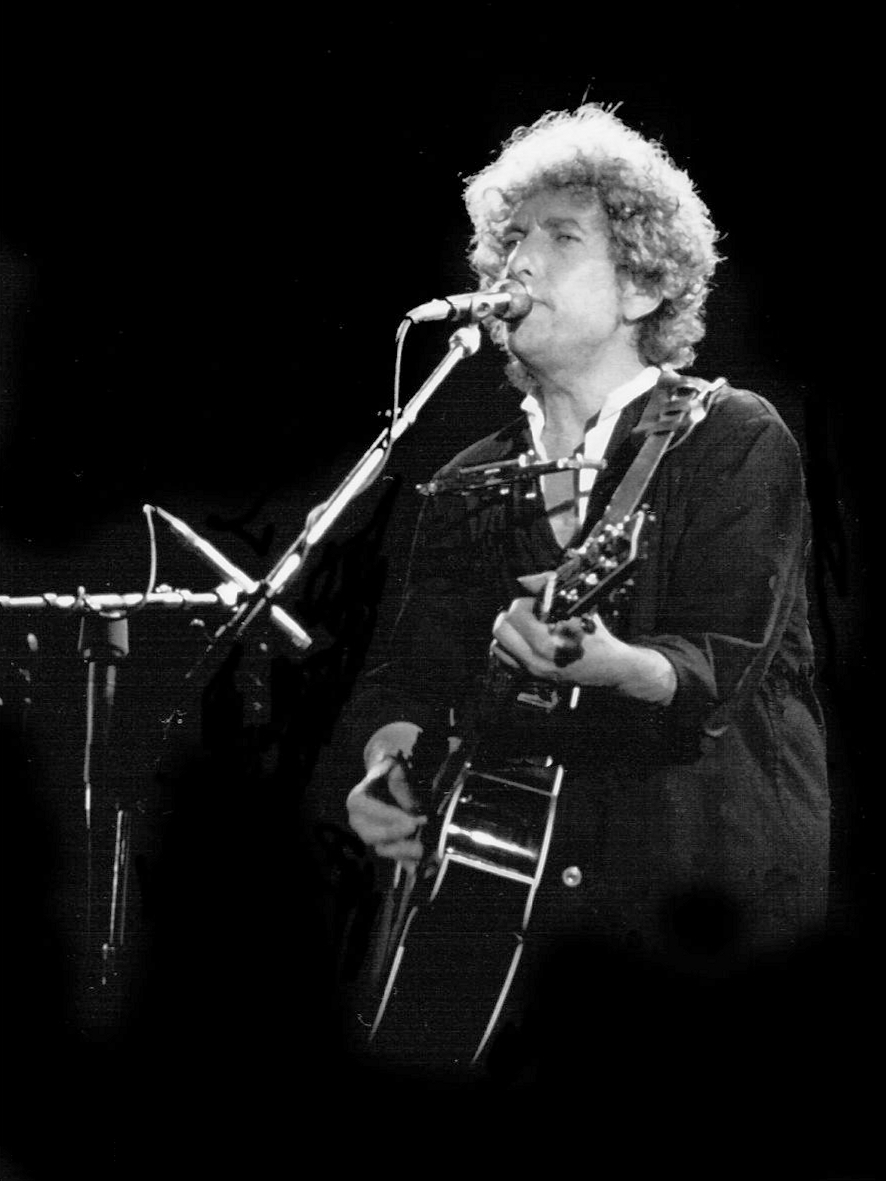
Zpěvák Bob Dylan, rodák z Minnesoty

Minnesota je rodištěm mnoha významných osobností. Ve městě Sauk Centre se roku 1885 narodil spisovatel Sinclair Lewis, autor románů jako jsou kupř. Hlavní třída či Arrowsmith. Ze St. Paulu pochází i spisovatel Francis Scott Fitzgerald, jenž je považován za jednoho z největších spisovatelů 20. století. Řadí se k hlavním představitelům tzv. ztracené generace. Mezi jeho nejvýznamnější tituly patří romány Velký Gatsby, Něžná je noc či Na prahu ráje.
V oblasti hudební se v Minnesotě narodil zpěvák Bob Dylan, který už více než padesát let ovlivňuje nejen světovou hudební scénu, ale jeho texty měly a mají velký význam i ve sféře politické či sociokulturní. Dalšími známými hudebníky jsou např. Prince, rodák z Minneapolisu, či průkopník rock and rollu Eddie Cochran.
Minnesota dala světu i mnoho významných hereček a herců. Jsou jimi kupř. herečka a jazzová zpěvačka Judy Garlandová, Winona Ryder, člen komediální skupiny Monty Python Terry Gilliam, režisérské duo bratři Coenové, herci Kevin Sorbo, Vince Vaughn, Josh Hartnett či držitelka Oscara za nejlepší ženský výkon ve filmu Operace Blue Sky Jessica Lange.

## Fotogalerie

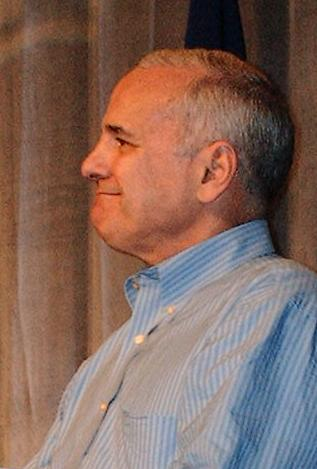
Současný guvernér Minnesoty Mark Dayton
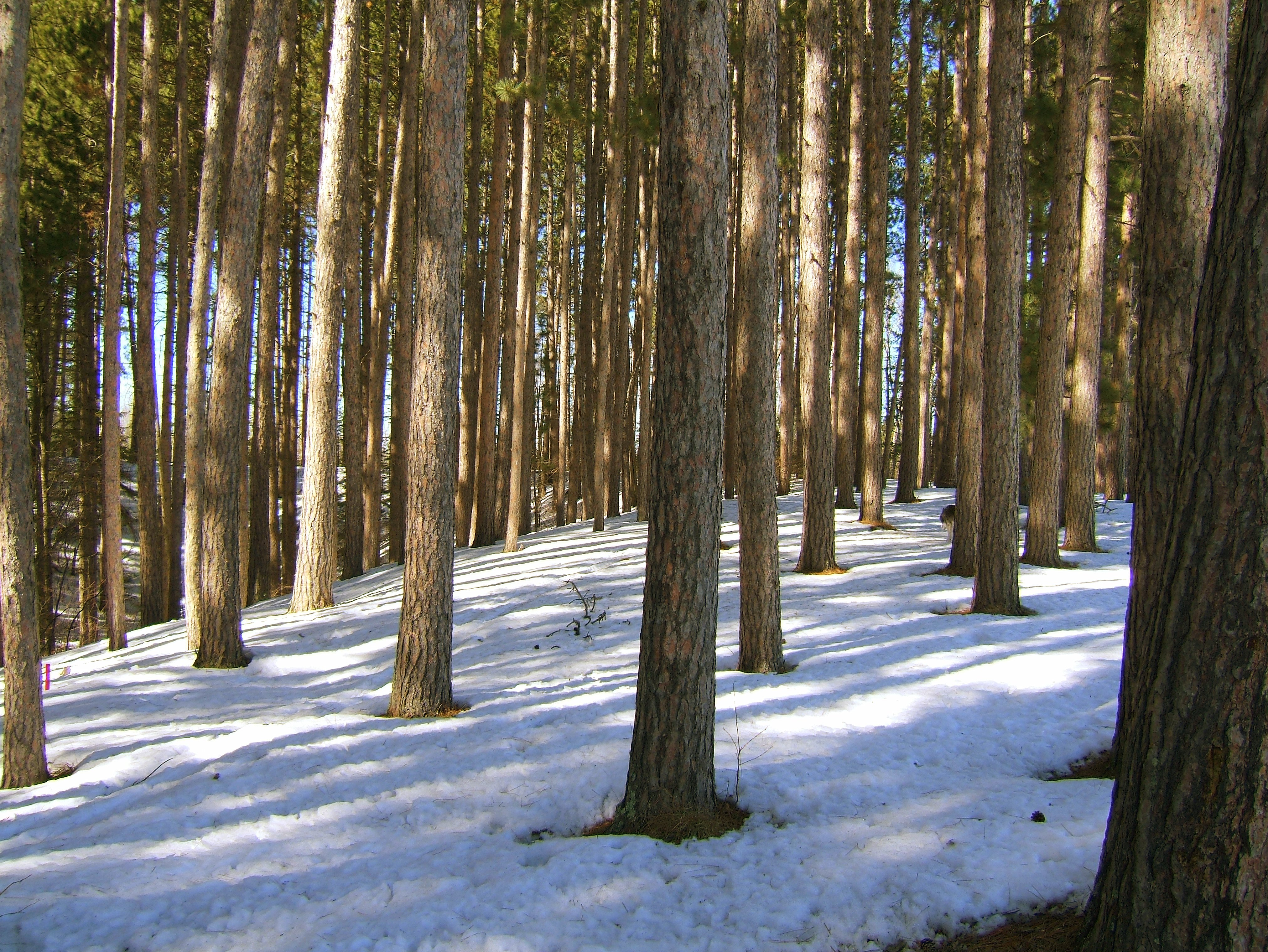
Borovice smolná, jeden ze symbolů státu (sever Minnesoty)
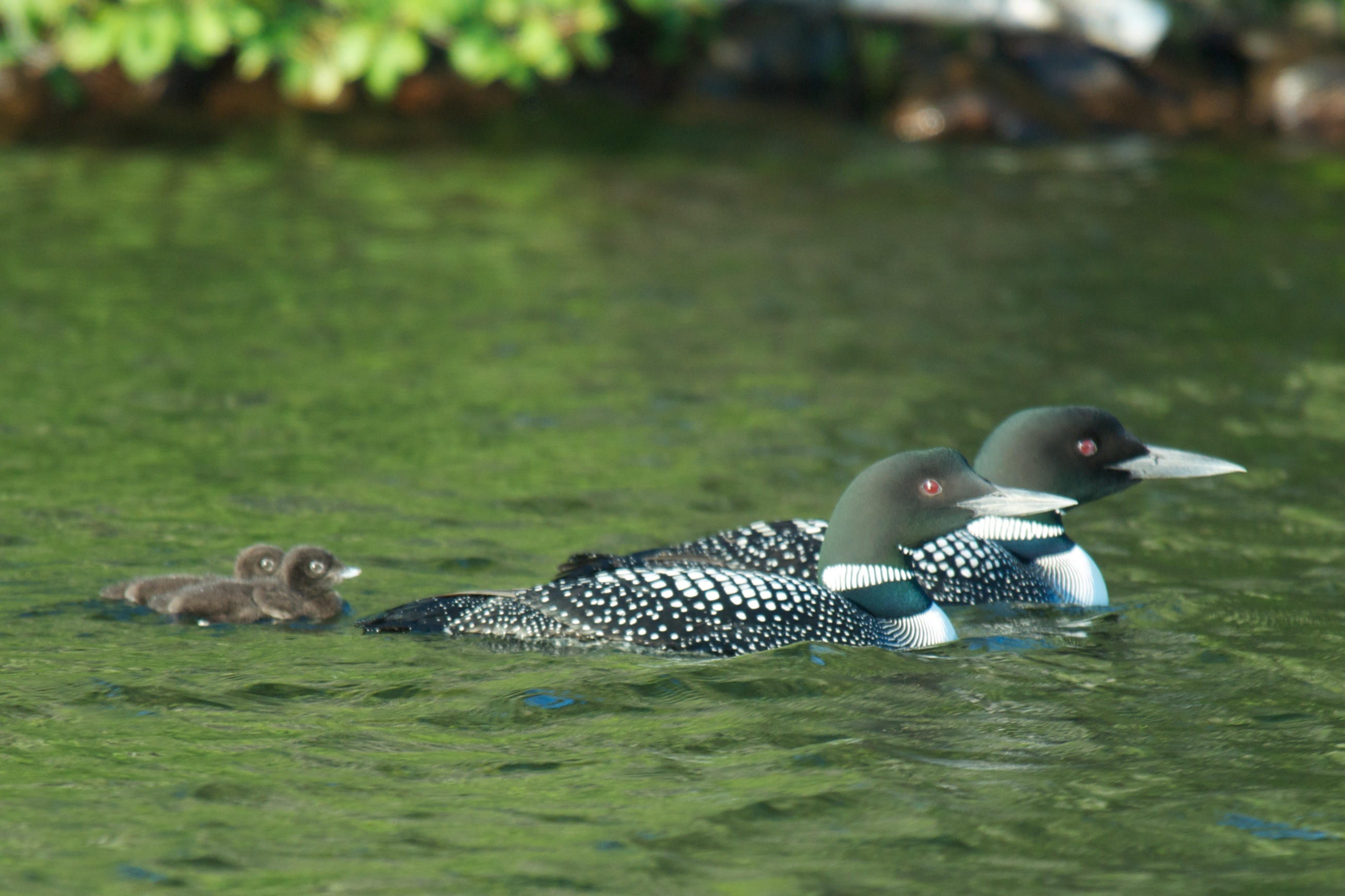
Potápka severní (anglicky Great nothern loon) se stala symbolem státu v roce 1961.
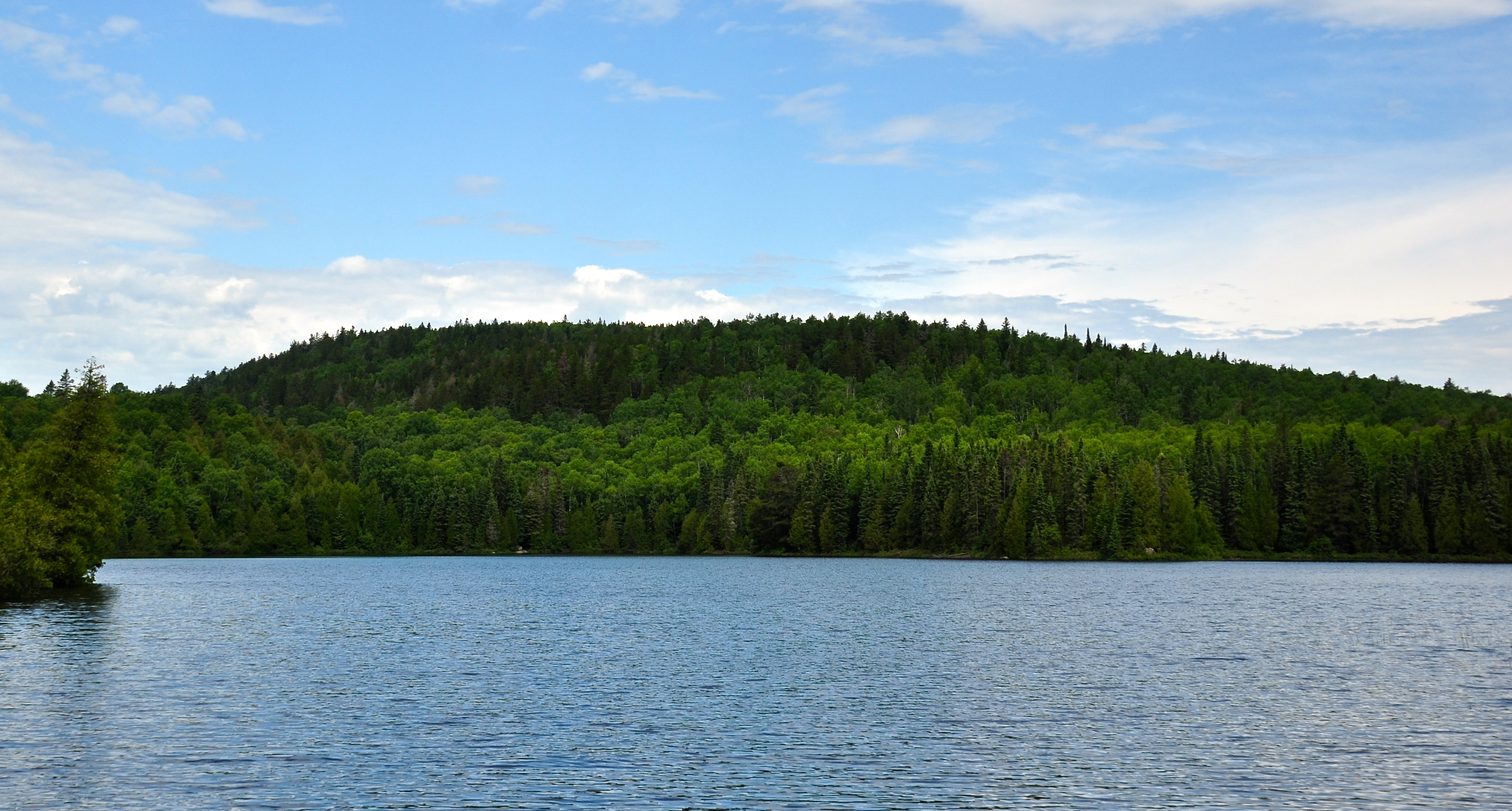
Nejvyšší vrchol státu Minnesota Eagle Mountain na severovýchodě země (701 m n. m.)
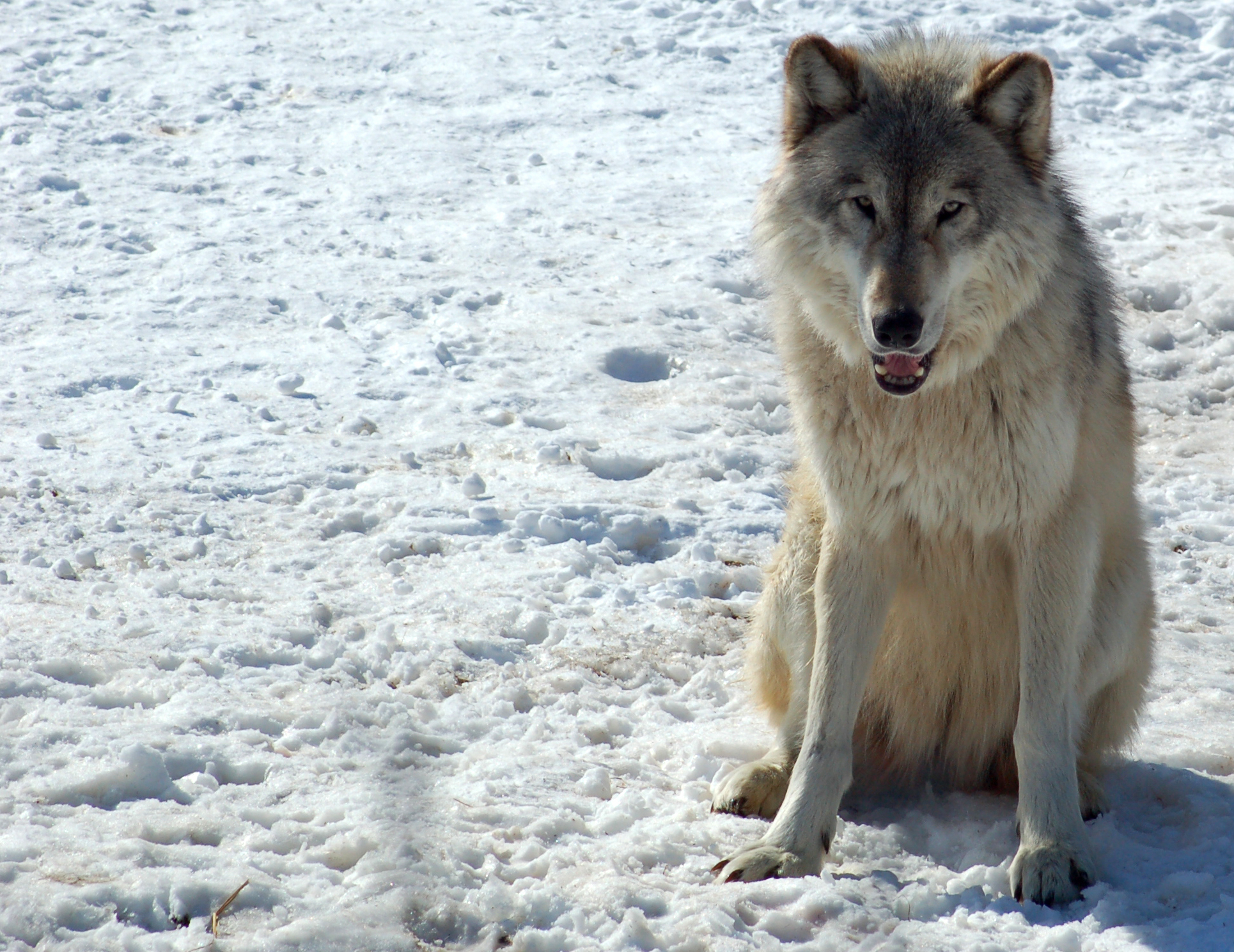
Vlk šedý ve Wildlife Science Center
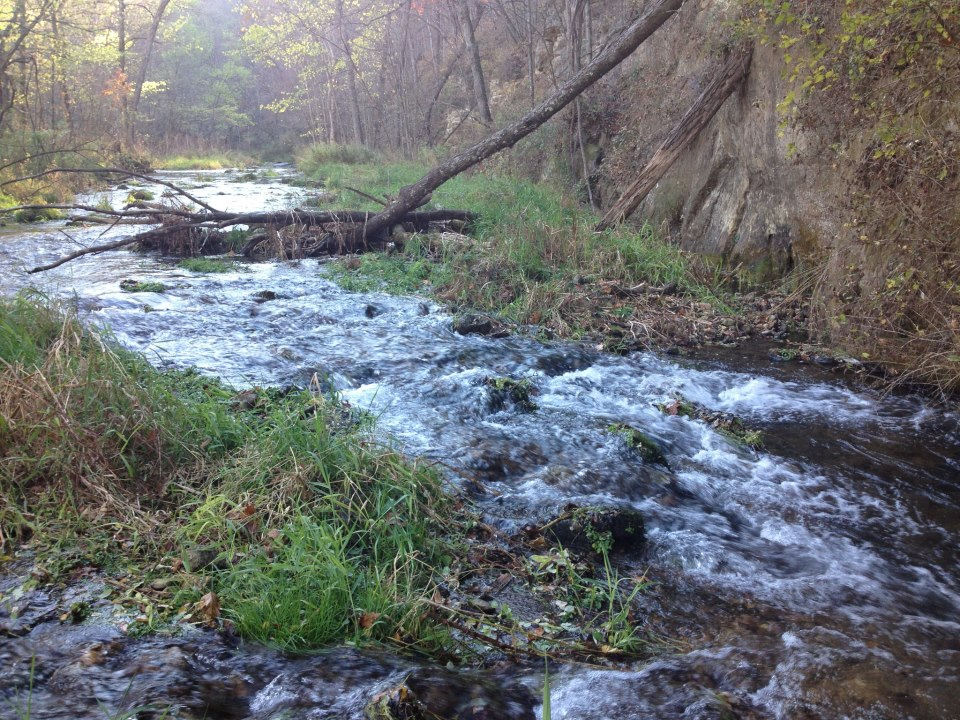
Potok v národním parku Beaver Creek Valley
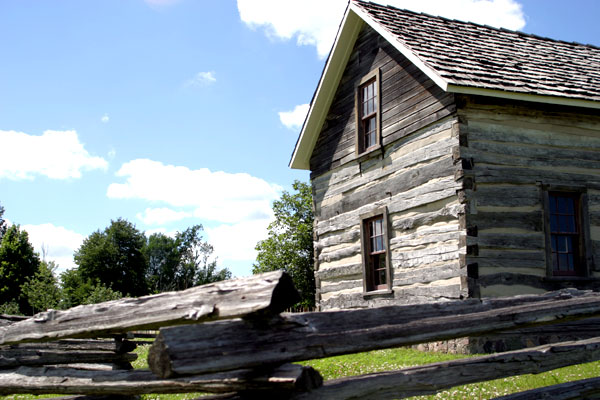
Chata rodiny švédského botanika Borgesona postavená roku 1866, do arboreta ve městě Saint Peter byla přemístěna v roce 1986
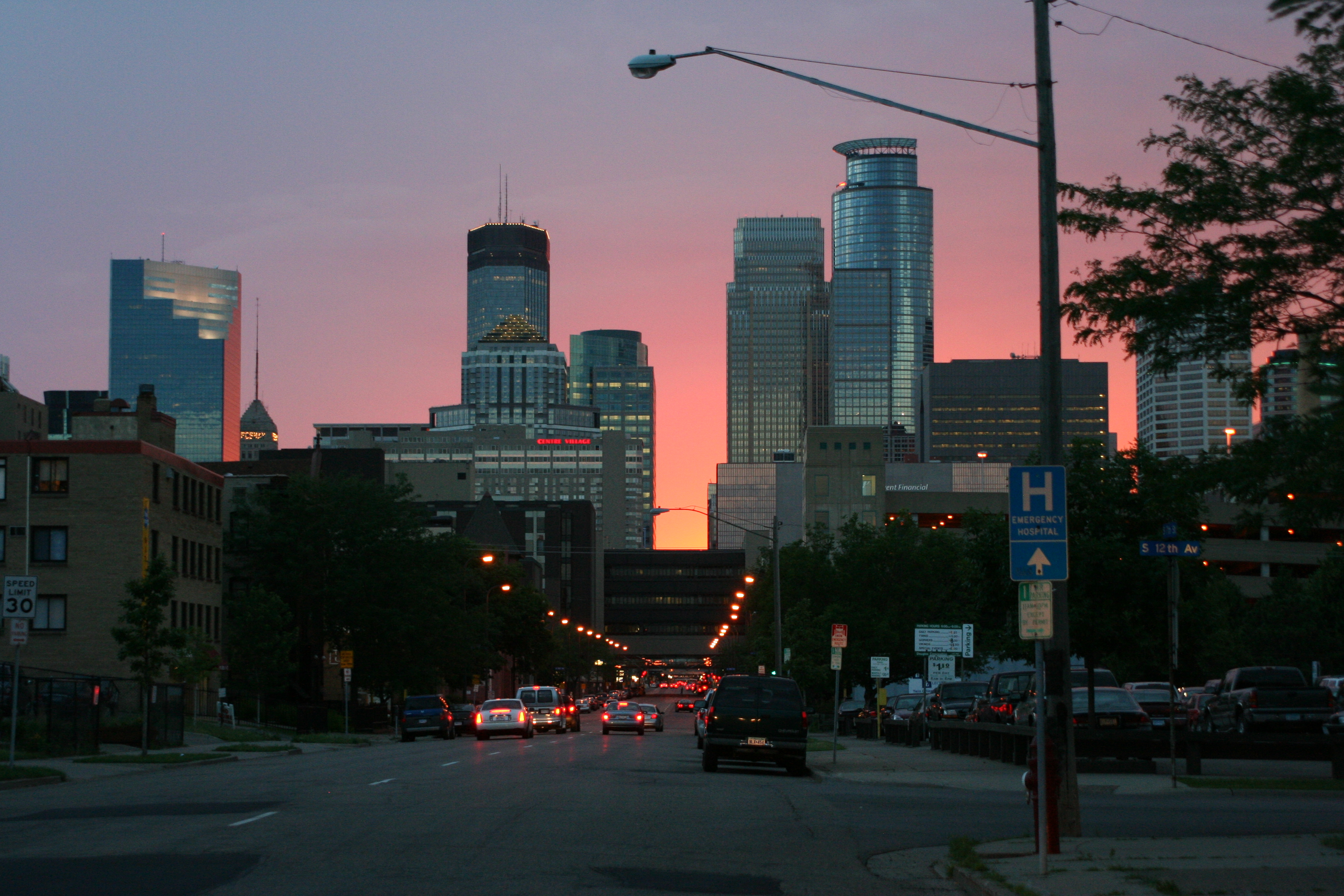
Západ slunce v Minneapolisu
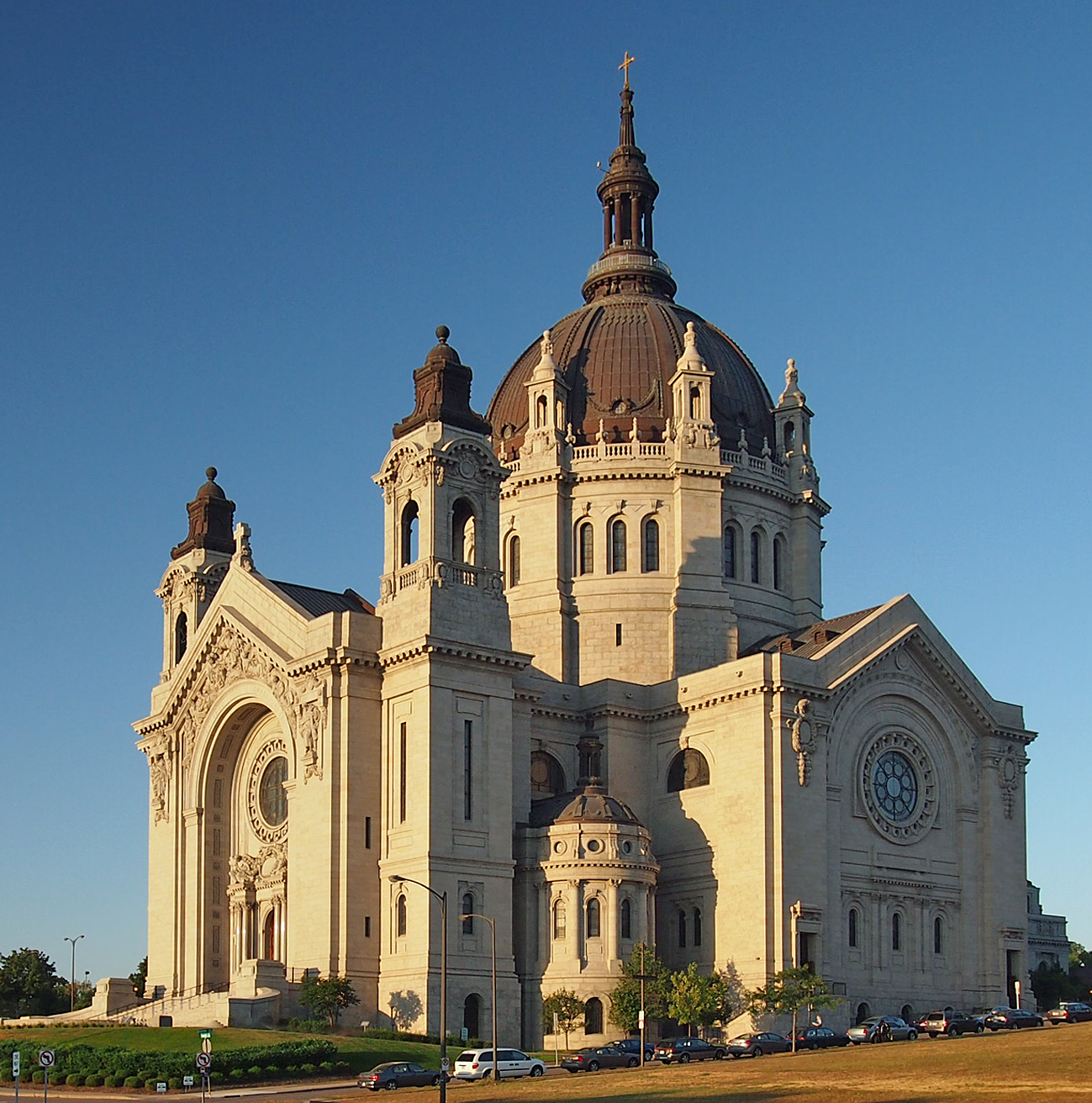
Katedrála svatého Pavla v hlavním městě Saint Paul
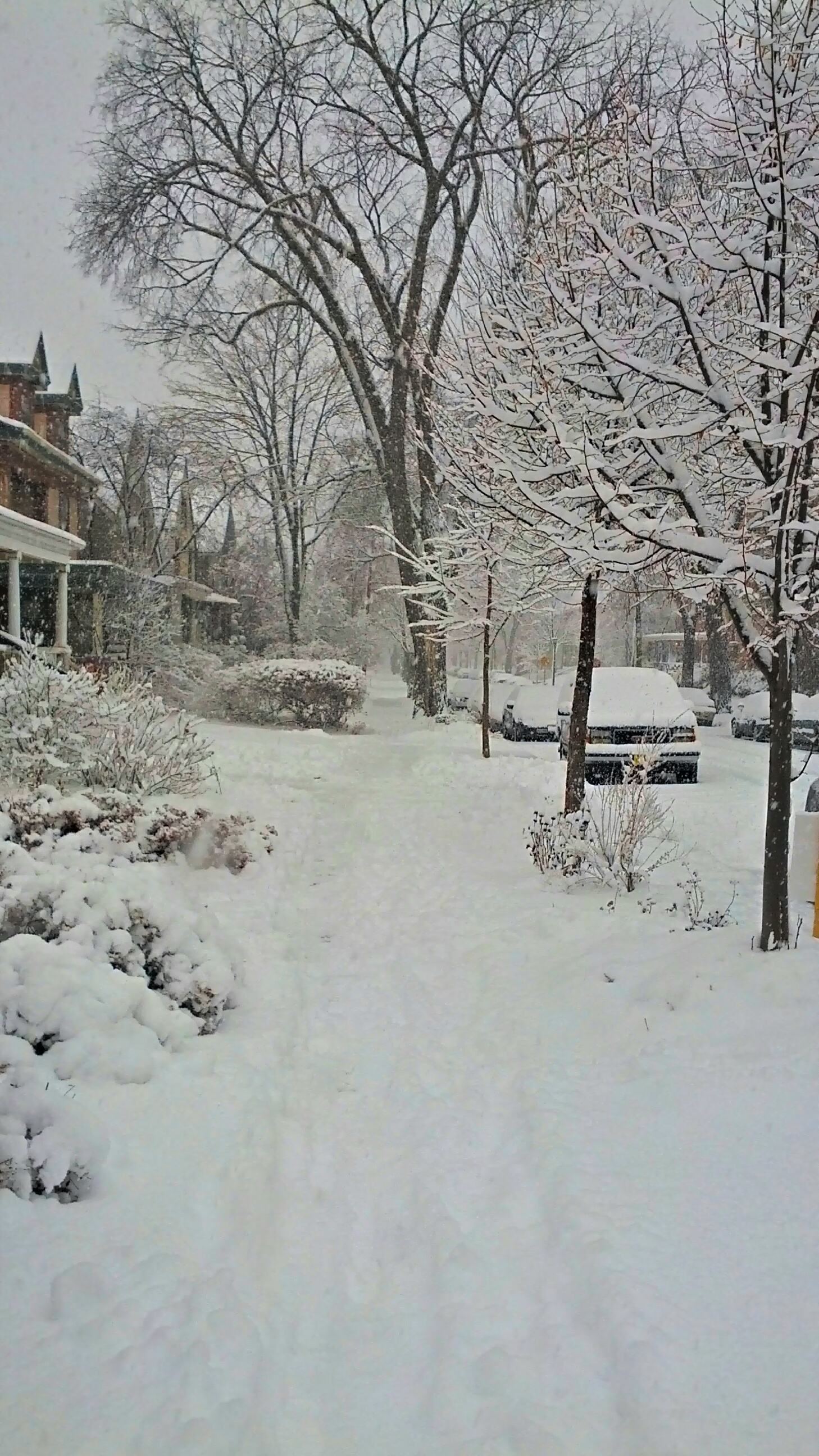
Minnesota je po Aljašce druhým nejsevernějším státem USA. Její drsné zimy jsou pověstné.